# Tạ Văn Phụng
Tạ Văn Phụng (chữ Hán: 謝文奉; ? - 1865), còn có các tên là Bảo Phụng, Lê Duy Phụng (黎維奉), Lê Duy Minh (黎維明). Ông là người Việt thân Pháp và là thủ lĩnh cuộc nổi dậy chống nhà Nguyễn (sử cũ thường gọi là "giặc biển") ở Bắc Kỳ (Việt Nam) khởi từ cuối năm 1861 đến cuối năm 1865 thì kết thúc.
Theo sử gia Phạm Văn Sơn thì lúc bấy giờ Tạ Văn Phụng và cuộc nổi dậy của ông là đáng kể hơn cả. Nó đã khiến triều Tự Đức phải dốc toàn lực để đàn áp bằng binh hùng tướng mạnh. Tính ra từ năm 1861 đến 1865, Tạ Văn Phụng đã làm cho vua quan nhà Nguyễn hao tổn tinh thần và tổn hại biết bao sinh mạng cùng tiền tài mới bắt sống được ông. Còn sử gia Trần Trọng Kim thì cho rằng chính Tạ Văn Phụng là một trong số nguyên nhân đã góp phần làm cho nhà vua phải vội vã sai Phan Thanh Giản và Lâm Duy Hiệp vào Gia Định giảng hòa với thực dân Pháp.

## Cuộc đời
Tạ Văn Phụng sinh tại huyện Thọ Xương, thuộc Hà Nội, trong một gia đình theo Thiên Chúa giáo. Trước đây, ông được một giáo sĩ đưa đi nuôi dạy ở nước ngoài, sau lại theo đoàn quân viễn chinh Pháp về đánh Quảng Nam. Đến tháng chạp năm Quý Dậu (1861) thì ông ra Bắc Kỳ tự xưng mình là Lê Duy Minh, thuộc dòng dõi nhà Lê (mạo nhận là hậu duệ vua Lê Trang Tông) để làm cuộc lật đổ nhà Nguyễn.

### Khởi binh chống nhà Nguyễn
Sách Việt Nam sử lược chép:
Năm tân dậu (1861), quân nước Pháp và nước Ipha-nho sang đánh Quảng Nam, có mấy người ở Bắc kỳ theo vào làm lính mộ. Trong ấy có tên Tạ văn Phụng, trước đã theo giáo sĩ ra ngoại quốc đi học đạo, sau lại theo trung tướng Charner về đánh Quảng Nam.
Đến tháng chạp thì tên Phụng ra Bắc kỳ, mạo xưng là Lê Duy Minh dòng dõi nhà Lê, rồi tự xưng là minh chủ, cùng với một người đạo trưởng tên là Trường (giáo sĩ Legrand de la Liraye) làm mưu chủ, và tên Ước, tên Độ dấy binh ở Quảng Yên. Đảng tên Phụng đem quân giặc Khách ở ngoài bể vào đánh lấy phủ Hải Ninh, rồi lại thông với giặc Khách và giặc ta ở các tỉnh, để làm loạn ở Bắc Kỳ.
Sách Quốc triều sử toát yếu chép:
Tháng 12 năm Tân Dậu, tỉnh Quảng Yên nổi giặc biển. Cố đạo Trường làm chủ mưu giặc, tôn Tạ Văn Phụng làm Minh chúa; Văn Phụng mạo xưng con cháu nhà Lê tên là Lê Duy Minh; bọn tên Ước, tên Độ làm tướng giặc; sau hiệp với các thổ phỉ tỉnh Hải Dương, Bắc Ninh, Sơn Tây, Thái Nguyên, Tuyên Quang, Thanh Hóa, Nghệ An; lại thông với giặc Cổ phỉ Tàu. Chúng nó tụ hội ở các phần biển châu Tiên Yên phủ Hải Ninh,...mà giặc ấy ngày càng nhiều...
Theo sử liệu thì chỉ trong thời gian ngắn Tạ Văn Phụng đã chiêu mộ được một đạo quân đông đảo, mà đa phần là những người dân đói khổ lưu vong, cùng nổi dậy tại đất Quảng Yên  rồi kéo nhau đi đánh phá các nơi.
Lo ngại, tháng giêng năm Nhâm Tuất (1862), vua Tự Đức sai Tổng đốc Định An Nguyễn Đình Tân sung chức Hải Yên  Kinh lược Đại thần, Nguyễn Tư Giản làm Tham tán quân vụ, nhưng chỉ được ít lâu thì bị cách, vì không làm tròn nhiệm vụ. Lúc bấy giờ, Tạ Văn Phụng đã làm chủ được vùng Hải Ninh (thuộc Quảng Yên).
Tháng 3 (âm lịch) năm ấy, Cai Vàng ở Bắc Ninh cũng lấy danh phù Lê (tôn Lê Duy Uẩn làm minh chủ) để làm cuộc nổi dậy. Sau đó, Tạ Văn Phụng và Cai Vàng liền hợp tác với nhau để tăng thanh thế.
Tháng 5 (âm lịch), sau khi đã đánh chiếm phủ Hải Ninh, Tạ Văn Phụng bèn cho quân bao vây và uy hiếp thành tỉnh Hải Dương. Theo sách Lịch sử Việt Nam (1427-1858), thì trong khoảng thời gian này, Tạ Văn Phụng có cử người vào Nam Kỳ nhờ tướng Bonard trợ lực, với lời hứa hẹn rằng sẽ lập một vương quốc Công giáo dưới quyền Pháp bảo hộ sau khi đánh đổ được nhà Nguyễn. Nhưng vì trong ấy phong trào kháng chiến đang tăng mạnh, và việc hòa ước với triều đình Huế cũng sắp xong, cho nên viên tướng này đã không thuận.
Nhận tin báo nguy, vua Tự Đức liền cử Thượng thư bộ Hộ Trương Quốc Dụng làm Thống đốc Hải An quân vụ Đại thần, Thị lang bộ Hộ Phan Tam Tỉnh làm Hộ lý tổng đốc, Chưởng vệ Đặng Hạnh, Lê Xuân đều sung chức Đề đốc, rồi đem lính ở Huế và ở Thanh Nghệ đi đánh quân Tạ Văn Phụng.
Tiếp theo, nhà vua lại điều thêm Kinh lý đại thần Đào Trí đang làm nhiệm vụ ở Trung Kỳ ra làm Tham tán quân thứ Hải Yên.
Tháng 6 (âm lịch), nhà vua lại truyền cho Nguyễn Bá Nghi từ quân thứ Bình Thuận về lãnh chức Tổng đốc Sơn Hưng Tuyên.
Tháng 7 (âm lịch), các tướng là Trương Quốc Dụng, Đào Trí, Phan Tham Tĩnh từ Hưng Yên dẫn quân qua lấy lại được phủ Bình Giang và giải vây cho tỉnh thành Hải Dương.
Tháng 11 (âm lịch), đạo quân thứ tỉnh Đông (Hải Dương) lại đụng độ với quân Tạ Văn Phụng tại phủ Nam Sách và phủ Kinh Môn (đều thuộc tỉnh Hải Dương). Quân triều thắng trận liền kéo thẳng đến tỉnh thành Quảng Yên, đuổi quân Tạ Văn Phụng chạy ra Đồ Sơn, Cát Bà.
Tháng 3 năm Quý Hợi (1863), Phó đề đốc Vũ Tảo đánh lấy lại thành Tuyên Quang và bắt sống được Lê Duy Uẩn (minh chủ của quân Cai Vàng).
Tháng 5 (âm lịch) năm ấy, vua Tự Đức điều động Nguyễn Tri Phương sang làm Tổng thống Hải Yên quân vụ, đổi Trương Quốc Dụng làm Hiệp thống để cùng hiệp lực đi đánh dẹp. Ngay sau đó, Hải Yên thủy đạo Thống chế Lê Quang Tiến đánh đuổi được quân Tạ Văn Phụng tại tổng Hà Nam thuộc tỉnh Quảng Yên.
Sau lần thua trên, tháng 9 (âm lịch), Tạ Văn Phụng quyết định thay đổi chiến lược. Ông cho tập hợp toàn bộ lực lượng lại, gồm khoảng 500 chiến thuyền, từ Cát Bà và Đồ Sơn tiến thẳng vào kinh đô Huế. Theo Phạm Văn Sơn thì Tạ Văn Phụng cho rằng quân lực của triều đình đã chuyển hết ra Bắc Kỳ và Nam Kỳ. Ở đấy quân đơn tướng ít mà bị đánh úp dễ bị mất như chơi. Nhưng chẳng may kế hoạch này không thành vì binh thuyền của Phụng bị bão tan vỡ gần hết.
Đề đốc Lê Quang Tiến và Tuần phủ Bùi Huy Phan bắt được tin ấy vội đem quân ra định tiêu diệt nốt, không ngờ quân của Tạ Văn Phụng tuy không còn khả năng tấn công Huế, nhưng vẫn còn đủ sức đánh tập hậu, khiến quân triều bị thua đậm. Thất bại, cả hai võ quan trên đều nhảy xuống biển tự tận.
Tháng 6 năm Giáp Tý (1864), đạo quân thứ Hải Yên lại tổ chức tấn công quân Tạ Văn Phụng ở tại La Khê, tổng Hà Bắc. Lần này, quân triều bị thua to, biền binh bị thương và thất lạc rất nhiều. Các tướng nhà Nguyễn là Hiệp thống Trương Quốc Dụng, Tán lý Văn Đức Khuê (Văn Đức Giai), Tán tương Trần Huy Sách đều tử trận. Riêng Chưởng vệ Hồ Thiện bị bắt sống, nhưng sau đó cũng bị giết chết. Nhận được tin đại bại, vua Tự Đức liền sai người đi "thuê tàu khách đánh giặc" (tức tàu của hải quân nhà Thanh).
Sách Quốc triều sử toát yếu chép:
...Tháng 7, Ngài (Tự Đức) sai Thị lang bộ Hộ Trịnh Lý Hanh qua quân thứ Hải Yên, hội đồng với quan quân thứ thuê tàu khách đánh giặc .
Tháng 4 năm Ất Sửu (1865), Tạ Văn Phụng đem hơn 300 chiến thuyền từ đảo Phù Long, quần đảo Cát Bà, chia làm ba đạo đến quấy phá ở mạn Hải Dương. Tướng Nguyễn Tri Phương khiến Nguyễn Văn Vĩ đốc thuyền đến đánh, bắt sống và chém nhiều quân nổi dậy. Cũng trong tháng này, quân Tạ Văn Phụng lại tràn vào sông Võ Định xứ Lang Thâm thuộc tỉnh Hải Dương, dùng kế hỏa công đánh tan tác đạo quân thủy ở nơi sông Cấm, bắt sống được Thống chế Nguyễn Doãn rồi giết chết. Hay tin, tướng Nguyễn Tri Phương liền đốc lính bộ tới đánh đuổi.

### Sức cùng lực kiệt
Tháng 5 (âm lịch) năm Ất Sửu (1865), Tạ Văn Phụng lại đem quân tấn công đồn Quỳnh Lâu và An Trì thuộc Quảng Yên. Tán lý Đặng Trần Chuyên đánh đuổi được. Đốc binh là Ông Ích Khiêm lại đánh được quân nổi dậy tại khe Vị Dương. Đề đốc Mai Thiện chia quân đến các xứ Hạ Đoan, Lang Thâm, đánh hơn 10 trận lớn nhỏ đều thắng.
Sau khi bị đánh thua ở nhiều nơi, Tạ Văn Phụng buộc phải cho quân lui về giữ Hải Ninh. Đến tháng 6 (âm lịch) năm ấy, quân Tạ Văn Phụng bị các tướng là Nguyễn Tri Phương, Phạm Chi Hương, Nguyễn Văn Vĩ, Mai Thiện cầm quân thủy bộ đến vây đánh.
Tiếp đó (tháng 7 âm lịch), khoảng trăm chiếc tàu của Tạ Văn Phụng đang neo đậu tại sông Thác Hàn ngoài thành Hải Ninh, cũng bị Đốc binh Ông Ích Khiêm và Phó vệ úy Phan Đình Thảo hiệp đồng với quan nhà Thanh ở Khâm Châu là Lý Văn Yên đến đánh. Trận diễn ra vào buổi tối, đến sáng thì quân triều lấy lại được thành Hải Ninh, đuổi đoàn tàu chiến (ước chừng 70, 80 chiếc) của quân nổi dậy chạy đến vũng Ngọc Sơn (làng Trà Cổ, nay thuộc phường Bình Ngọc, Móng Cái). Bị truy đuổi, Tạ Văn Phụng cùng tùy tướng tên là Ước (không rõ họ) lại đem đoàn thuyền chạy vào tới vùng biển Thanh Hóa, Nghệ An.

### Bị bắt và bị xử chết
Tháng 8 (âm lịch) năm Ất Sửu (1865), đạo quân thứ Hải Yên do Nguyễn Tri Phương chỉ huy lại truy đuổi một đội tàu của Tạ Văn Phụng tại sông Gia Luận thuộc xứ Hà Lai. Tại đây, ông sai Tri huyện Nghiêu Phong là Nguyễn Hữu Thuận đem binh thuyền đi thăm dò địa phận sông, thì chợt gặp thuyền Đô thống Hậu quân của quân nổi dậy là Phạm Văn Khương và Oánh (không rõ họ) nên hô quân bắt được. Sau đó, ông Oánh bị giết ngay, còn ông Khương thì bị nhốt cũi giải về Kinh đô Huế.
Sang tháng sau (tháng 9 âm lịch), thì đoàn thuyền Tạ Văn Phụng bị "bang thuyền nước Tàu" đánh tan ở ngoài Hải Ninh và hòn Thảo Dự ở Quảng Bình. Đến lúc ấy quân nổi dậy, người thì phải bắt, người thì chạy trốn được. Phần Tạ Văn Phụng và tùy tướng tên là Ước, sau đó cũng bị bắt sống giải về Huế.
Tháng 10 năm 1865, Tạ Văn Phụng bị xử lăng trì.

## Vấn đề liên quan
Theo tác giả sách Lịch sử Việt Nam (1427-1858) thì Tạ Văn Phụng đã lãnh đạo một cuộc nổi dậy có quy mô rộng lớn, chống lại nhà Nguyễn, thu hút đông đảo nhân dân đói khổ lúc bấy giờ, và đã làm cho triều đình Huế phải lao đao lắm mới dẹp yên được. Nhưng xu hướng hòa thân với Pháp để lợi dụng Pháp, cũng như việc liên kết với quân Tàu ô, quân khách (tàn dư của các cuộc chống Thanh, nhưng đã biến chất. Sử cũ thường gọi họ là: "giặc khách") đã lái cuộc nổi dậy đi chệch hướng, làm mất dần sự ủng hộ của nhân dân Việt.
Tuy nhiên, có một số tác giả lại cho rằng Tạ Văn Phụng không phải là người chủ xướng việc liên kết mà chỉ là "con bài" của thực dân Pháp, với sự tiếp tay của các cố đạo. Bởi các phong trào kháng Pháp ở Nam Kỳ lúc bấy giờ đang dâng cao, khiến họ phải nghĩ tới một giải pháp chính trị.
Theo sử liệu dẫn trong sách Võ Duy Dương với Đồng Tháp Mười, thì Tạ Văn Phụng là một người Việt Nam không rõ nguồn gốc, nhưng đã được rửa tội và nuôi dưỡng trong trụ sở Giáo hội tại Pinang. Năm 1854, Tạ Văn Phụng tự xưng là hậu duệ nhà Lê, hô hào một cuộc nổi dậy ở Quảng Yên. Nhưng sau đó, nghe lời khuyên của giám mục Retord, ông ngưng hoạt động và ẩn trốn ở Hồng Kông.
Sau khi tàu liên quân Pháp-Tây Ban Nha nã đại bác vào Đà Nẵng (1 tháng 9 năm 1858), giám mục Retord liền nảy ra ý định tạo ra một ông vua theo đạo Thiên Chúa dưới sự bảo trợ của Pháp, và ông đã nghĩ ngay đến Tạ Văn Phụng. Tạ Văn Phụng nhận lời trở lại Bắc Kỳ vào giữa năm 1861, rồi phất cờ phù Lê và chọn cố đạo Trường làm mưu sĩ. Chỉ trong vài tuần lễ, Tạ Văn Phụng chiêu mộ được một đạo quân có hơn hai vạn.

 
Đầu năm 1862, trung sĩ Charles Duval bí mật đến Bắc Kỳ, tiếp xúc với Tạ Văn Phụng với mục đích đẩy mạnh cuộc nội chiến, nhằm gây áp lực với vua Tự Đức phải nhận ký hòa ước thua thiệt với người Pháp vào ngày 5 tháng 6 năm 1862 (Hòa ước Nhâm Tuất). Sau khi Hòa ước Nhâm Tuất được ký kết, Tạ Văn Phụng đã gửi thư cho Đô đốc Bonard nhằm tỏ ý phản đối hòa ước này, thư ký tên Pedro Lê Duy Phụng, giám mục Hilario Alcazar dịch:
Mới đây tôi được biết rằng Ngài đã nghe lời cầu xin của họ Nguyễn và đã chấp thuận hòa bình cho họ... Triều Nguyễn và quan lại của nó đã và sẽ luôn luôn dùng những mánh khoé giả dối trong các hiệp ước với các nước láng giềng; họ thấy rằng Ngài ở Nam kỳ, tôi ở Bắc kỳ, chúng ta sẽ đè bẹp họ bằng những chiến thắng và có thể nói rằng họ đang ở tình thế vô phương cứu chữa và không có lực lượng để đẩy lùi tai họa đến từ hai phía. Vì thế, họ đã đến gặp Ngài với các đề nghị hòa bình, che giấu bên trong các ý đồ tráo trở. Hiện giờ họ phải chiều theo tình thế, nhưng một khi thấy số thuyền Âu châu bớt đi, thì sự tàn bạo của họ Nguyễn lại bùng cháy lên và tức khắc tín đồ Gia Tô sẽ mất đi điều mà họ hết sức mong ước, và tôn giáo của chúng ta sẽ không còn được thực hành trong xứ An Nam. Tôi, người của Triều Lê, nối gót cha ông là những người đã được dạy dỗ trong Gia Tô giáo, tôi nhất quyết đánh đổ họ Nguyễn ... 
Đến đây kể như số phận của "con bài Tạ Văn Phụng" đã kết thúc, vì thực dân Pháp đã đạt được thắng lợi trong giải pháp chính trị. Và bất kể tương lai cá nhân của Tạ Văn Phụng, sau khi làm tròn nhiệm vụ của mình, Ch. Duval đã rời đất Bắc ngày 17 tháng 7 năm 1863